# カリッシマ
『カリッシマ』（Carissima）は、エドワード・エルガーが1913年に作曲した小オーケストラのための楽曲。1914年にElkin & Co.から出版された。
この曲はエルガー作品中で最初に録音された曲であり、録音が初演となった楽曲である。ランドン・ロナルドは曲の公開演奏が行われる時に音源が入手可能となっているように、1914年1月21日のグラモンフォン社でのレコーディングにおいてこの作品を指揮するようエルガーを説得した。曲はコントラルトのマリエル・フォスターの姉妹で、グラモフォン社に勤務していたウィニフレッド・スティーヴンス（ジェフリー・スティーヴンス夫人）に献呈されている。最初の公開演奏が行われたのは1914年2月15日のロイヤル・アルバート・ホールであり、ランドン・ロナルドがタクトを握った。
作曲者自身の編曲によるピアノ独奏版が存在する。